# Dolnośląska Droga św. Jakuba

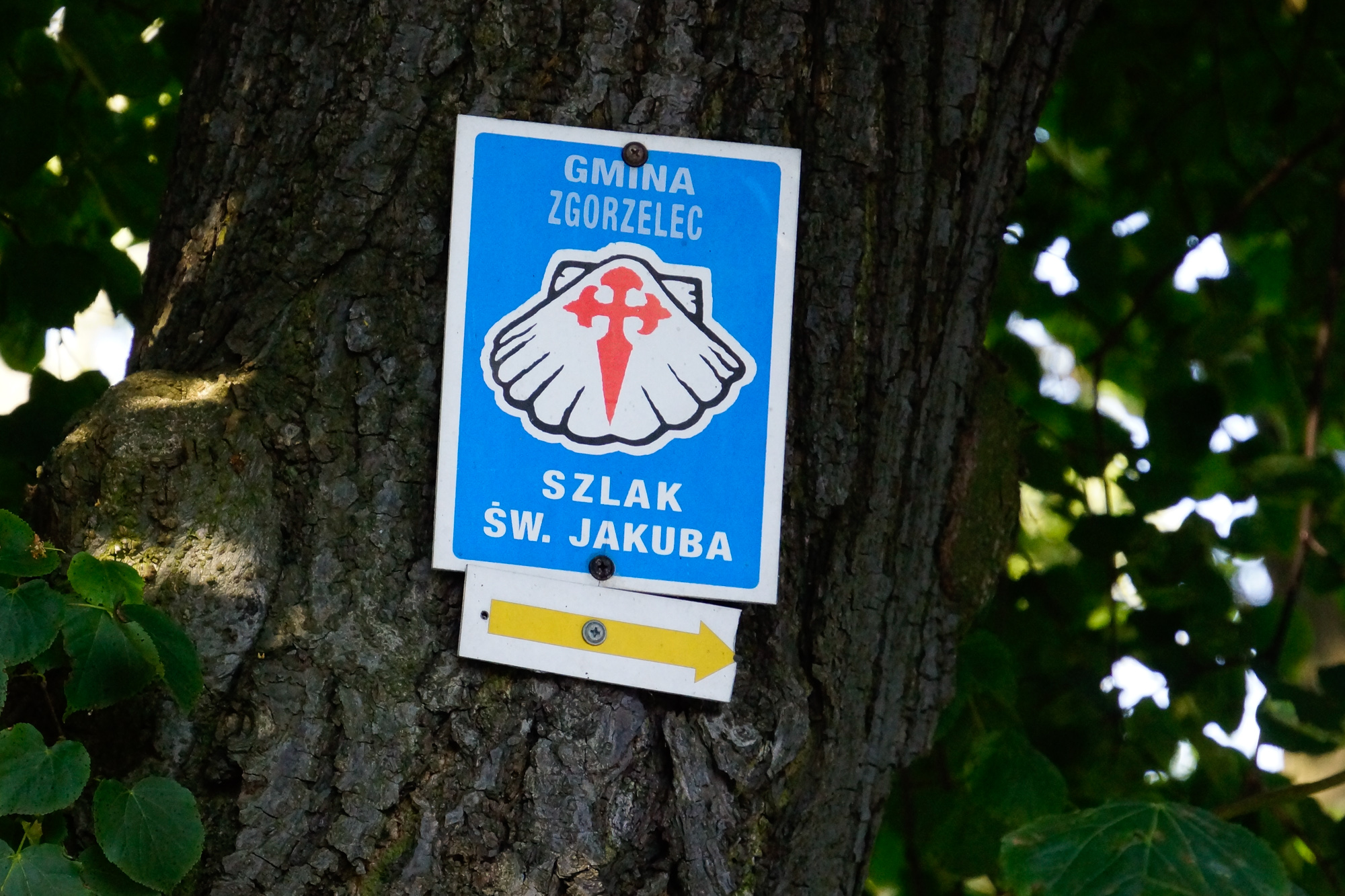
Oznaczenie Dolnośląskiej Drogi św. Jakuba w Jędrzychowicach, pow. zgorzeleckim.

Dolnośląska Droga św. Jakuba jest pierwszym odtworzonym w Polsce fragmentem drogi św. Jakuba – europejskiej sieci szlaków pielgrzymich prowadzących do grobu św. Jakuba w Santiago de Compostela w Hiszpanii.
Odcinek o długości ok. 160 km został otwarty 24 lipca 2005. Prowadzi on z kolegiaty w Głogowie, przez sanktuarium św. Jakuba Apostoła w Jakubowie do granicy polsko-niemieckiej w Zgorzelcu-Görlitz, gdzie przez Most Staromiejski łączy się z Ekumeniczną Drogą Pątniczą (Ökumenischer Pilgerweg) przez Saksonię i Turyngię.
Jakubów przez długie wieki był regionalnym ośrodkiem kultu Apostoła, o czym świadczą liczne elementy wystroju świątyni. Według niepotwierdzonej tradycji miejscowy kościół św. Jakuba został założony w czasach Mieszka I w roku 991.
Początek tego odcinka łączy się obecnie z kolejnym odtworzonym etapem Drogi w Polsce – Wielkopolską Drogą św. Jakuba.
Szlak jest także odtworzeniem trasy historycznego traktu handlowego północ-południe: z Wielkopolski przez Łużyce do Czech.
Miejscowości na drodze św. Jakuba:
- Kolegiata w Głogowie
- Głogów
- Brzostów
- Kurowice
- Łagoszów Mały
- Jakubów
- Sanktuarium św. Jakuba
- Żuków
- Grodowiec
- Komorniki
- Trzebcz
- Polkowice
- Sobin
- Nowa Wieś Lubińska
- Pogorzeliska
- Chocianów
- Nowa Kuźnia
- Modła
- Osła
- Szczytnica
- Tomaszów Bolesławiecki
- Kruszyn
- Bolesławiec
- Mierzwin
- Zabłocie
- Nowogrodziec
- Nawojów Śląski
- Lubań
- Pisarzowice
- Henryków Lubański
- Sławnikowice
- Gronów
- Pokrzywnik
- Jędrzychowice
- Zgorzelec
- Most staromiejski Zgorzelec-Görlitz